# Conognatha hamatifera
Conognatha hamatifera es una especie de escarabajo del género Conognatha, familia Buprestidae. Fue descrita científicamente por Gory en 1841.